# Coricykeln

Cori cycle

Coricykeln (även känd som mjölksyracykeln), uppkallad efter dess upptäckare, Carl Ferdinand Cori och Gerty Cori, är den fysiologiska process där laktat från musklerna omvandlas till glukos i levercellerna (hepatocyterna) för att kunna transporteras tillbaka till musklerna igen. Laktat bildas under glykolysen om den sker under anaeroba förhållanden, det vill säga om syre saknas. När man anstränger sig mycket så hinner inte musklerna syresättas och då sjunker pH i blodet till följd av laktatjonerna, ett tillstånd som om det fortskrider kan leda till acidos när blodet blir tillräckligt surt. 

## Process

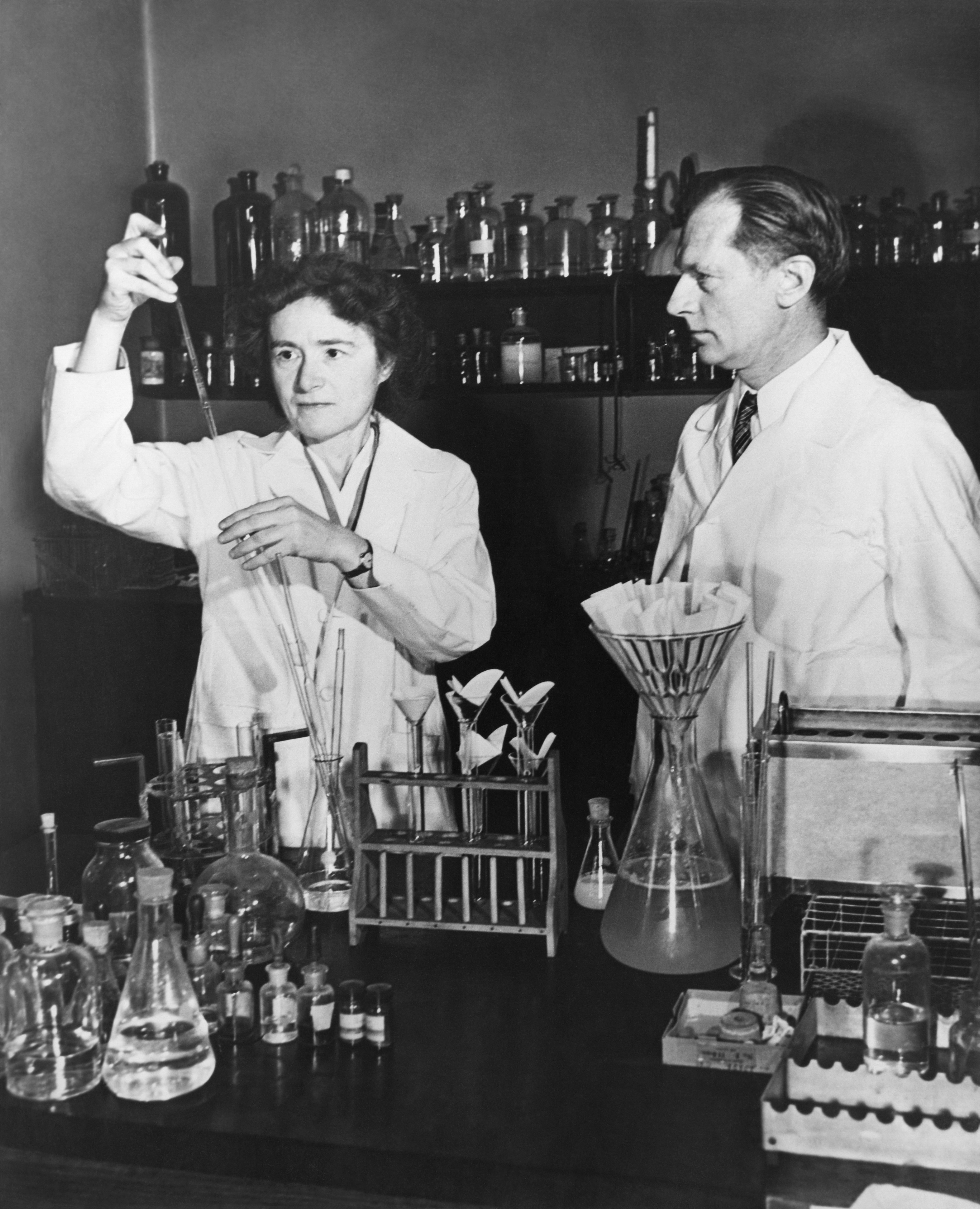
Carl Cori och Gerty Cori vann 1947 tillsammans Nobelpriset i fysiologi eller medicin, för deras upptäckt av förloppet för den katalytiska omvandlingen av glykogen, som Cori-cykeln är en del av.

Muskelaktivitet kräver ATP, som tillhandahålls genom nedbrytningen av glykogen i skelettmusklerna. Nedbrytningen av glykogen, känd som glykogenolys, frigör glukos i form av glukos-1-fosfat (G1P). G1P omvandlas till G6P av fosfoglukomutas. G6P matas lätt in i glykolys, (eller kan gå in i pentosfosfatvägen om G6P-koncentrationen är hög) en process som ger ATP till muskelcellerna som en energikälla. Under muskelaktivitet måste lagret av ATP ständigt fyllas på. När tillförseln av syre är tillräcklig kommer denna energi från att mata pyruvat, en produkt av glykolys, in i citronsyracykeln, som i slutändan genererar ATP genom syreberoende oxidativ fosforylering. 
När syretillförseln är otillräcklig, vanligtvis under intensiv muskelaktivitet, måste energi frigöras genom anaerob metabolism. Mjölksyrajäsning omvandlar pyruvat till laktat genom laktatdehydrogenas. Viktigast av allt är att fermentering regenererar NAD+ och bibehåller dess koncentration så att ytterligare glykolysreaktioner kan inträffa. Fermentationssteget oxiderar NADH som produceras genom glykolys tillbaka till NAD+, och överför två elektroner från NADH för att reducera pyruvat till laktat. (Se huvudartiklarna om glykolys och fermentering för detaljer.) 
Istället för att ackumuleras inuti muskelcellerna tas laktat som produceras av anaerob jäsning upp av levern. Detta initierar den andra halvan av Cori-cykeln. I levern sker glukoneogenes. Ur ett intuitivt perspektiv reverserar glukoneogenes både glykolys och fermentering genom att omvandla laktat först till pyruvat och slutligen tillbaka till glukos. Glukosen tillförs sedan musklerna genom blodomloppet, då redo att matas in i ytterligare glykolysreaktioner. Om muskelaktiviteten har upphört, används glukosen för att fylla på förråden av glykogen genom glykogenes.
Sammantaget producerar glykolysstegen i cykeln 2 ATP-molekyler till en kostnad av 6 ATP-molekyler som konsumeras i glukoneogenesstegen. Varje iteration av cykeln måste upprätthållas av en nettokonsumtion av 4 ATP-molekyler. Som ett resultat kan cykeln inte upprätthållas på obestämd tid. Den intensiva konsumtionen av ATP-molekyler i Cori-cykeln flyttar den metaboliska bördan från musklerna till levern.

## Klinisk betydelse
Cykeln förhindrar laktacidos under anaeroba förhållanden i muskeln. I normala fall flyttas mjölksyran ut ur musklerna och in i levern innan detta händer. Dessutom är denna cykel viktig i ATP-produktion, en energikälla, under muskelansträngning. När muskelansträngningen upphör fungerar Coricykeln mer effektivt eftersom även citronsyracykeln och elektrontransportkedjan bidrar med ATP för glukoneogenesen, därigenom återbetalas syreskulden.
Coricykeln är en mycket viktigare källa till substrat för glukoneogenes än mat. Bidraget från Coricykellaktat till den totala glukosproduktionen ökar med fastans varaktighet innan den når en platå. Närmare bestämt, efter 12, 20 och 40 timmars fasta av mänskliga frivilliga, står glukoneogenesen för 41, 71 och 92 procent av glukosproduktionen, men bidraget från Coricykellaktat till glukoneogenesen är 18, 35 respektive 36 procent. Den återstående glukosproduktionen kommer från proteinnedbrytning, muskelglykogen, och glycerol från lipolys.
Läkemedlet metformin kan orsaka laktacidos hos patienter med njursvikt eftersom metformin hämmar leverns glukoneogenes i Coricykeln, särskilt mitokondriella respiratoriska kedjekomplex 1. Uppbyggnaden av laktat och dess substrat för laktatproduktion, pyruvat och alanin, leder till överskott av laktat. Normalt skulle överskottet av syra som är resultatet av hämningen av mitokondriernas kedjekomplex rensas av njurarna, men hos patienter med njursvikt kan njurarna inte hantera överskottet av syra. En vanlig missuppfattning hävdar att laktat är medlet som är orsaken till acidosen, men laktat är en konjugatbas, som mestadels joniseras vid fysiologiskt pH, och fungerar som en markör för förekommande syraproduktion snarare än att vara dess orsak.